# 힐송 유나이티드
힐송 유나이티드(Hillsong United)는 힐송 교회 산하에서 운영되는 호주의 크리스천 밴드이다. 1998년 교회 청소년 사역을 통해 결성된 이후 이 그룹은 15장의 라이브 앨범과 6장의 스튜디오 앨범을 발표했다.
밴드 멤버들은 힐송 교회 예배에 참여하고 교회를 위해 연주하기도 한다. 밴드는 여러 나라를 순회하며 다양한 곳에서 예배를 인도하며 국제적인 영향력을 갖고 있다.

## 역사
원래 유나이티드 라이브라고 불리는 힐송 유나이티드는 1998년에 결성되었으며 파워하우스 유스라는 힐송 교회의 청소년 사역에서 시작되었다. 밴드는 교회의 예배 목사인 달린 첵가 자신들의 CD를 녹음하자고 제안한 후 첫 번째 라이브 앨범 Everyday를 발표했다. 초기에 첵의 멘토링을 받은 밴드는 루벤 모건이 처음으로 이끌었다. 조엘 휴스턴(Joel Houston)과 마티 샘슨(Marty Sampson)이 2002년에 리더십을 이어받았다. 공식 UNITED 로고는 2002년 드러머 루크 먼스가 To the Ends of the Earth를 위해 디자인했다.
2000년대 여러 라이브 앨범을 낸 후, 힐송 유나이티드는 2007년 첫 번째 정규 앨범 All of the Above를 발매했다.
밴드는 2013년 2월 세 번째 정규 앨범 Zion을 발매했다. 이 앨범은 빌보드 200에서 5위로 데뷔했으며 빌보드의 Top Christian Albums 부문 1위를 차지했다. 앨범에는 미국에서 4x 플래티넘 인증을 받고 2016 빌보드 뮤직 어워드에서 최고 기독교 노래상을 받은 "Oceans (Where Feet May Fail)"가 포함되어 있다.
2014년, 힐송 유나이티드는 "Oceans (Where Feet May Fail)"로 올해의 노래를 포함해 5개의 GMA 도브 어워드 후보에 올랐고 수상했다. 밴드는 또한 그해 최초로 아메리칸 뮤직 어워드에서 가장 좋아하는 아티스트 – 현대 영감 부문 후보에 올랐지만 우승하지 못했다. 2015년에는 밴드가 제43회 쇼에서 같은 카테고리에서 2년 연속 후보에 올랐다. 또한 그해 빌보드 뮤직 어워드의 최고 기독교 아티스트 및 최고 기독교 노래 부문에서 처음으로 후보에 올랐다. 이 밴드는 2016년 빌보드 뮤직 어워드에 다시 후보로 올랐고, 3개 기독교 부문 모두에서 4개 부문을 수상하며 2회 연속 최고 기독교 아티스트 상을 수상했으며, "Oceans (Where Feet May Fail)"로 처음으로 최고 기독교 노래상을 수상했다. 이 밴드는 그해 10월 열린 제47회 가스펠 뮤직 어워드에서 네 번째 정규 앨범 Empires로 올해의 예배 앨범(Worship Album of the Year)을 포함해 2개의 도브 어워드를 수상했다. 2018년에 밴드는 제49회 GMA 도브 어워드에서 올해의 아티스트 부문을 포함하여 4개 부문 후보에 올랐다. 싱글 "So Will I (100 Billion X)"로 올해의 녹음 예배 노래를 수상했다.

## 구성원

### 현재 구성원
- 조엘 휴스턴 – 예배 인도자, 어쿠스틱 기타, 키보드, 타악기
- 조나단 "JD" 더글러스 – 예배 인도자, 타악기
- 재드 길리스 – 예배 인도자, 어쿠스틱 기타 및 일렉트릭 기타
- 맷 크로커(Matt Crocker) – 예배 인도자, 어쿠스틱 기타, 타악기
- 마이클 가이 치슬렛 – 일렉트릭 기타, 키보드, 음악 감독, 프로듀서
- 딜런 토마스 – 일렉트릭 기타, 키보드, 음악 감독
- 벤자민 "벤" 테니코프 – 키보드, 프로그래밍, 샘플링
- 벤자민 윌리엄 헤이스팅스(Benjamin William Hastings) – 예배 인도자, 어쿠스틱 기타, 키보드
- 오지혜 – 베이스 기타
- 댄 먹머레이 – 드럼, 타악기 (2023)

### 이전 구성건
- 루벤 모건 – 예배 인도자, 어쿠스틱 기타
- 마티 샘슨 – 예배 인도자, 어쿠스틱 기타
- 브룩 프레이저 – 예배 인도자, 어쿠스틱 기타
- 타야 고크로저 – 예배 인도자
- 레이먼드 배드햄 – 일렉트릭 기타
- 마커스 보몬트 – 일렉트릭 기타
- 나이젤 헨드로프 – 일렉트릭 기타
- 네이슨 테일러 – 일렉트릭 기타
- 티몬 클라인 – 일렉트릭 기타
- 맷 테니코프 – 베이스 기타
- 아담 크로사리올 – 베이스 기타
- 사이먼 코블러 – 드럼, 타악기
- 브랜든 길리스 – 드럼, 타악기
- 가브리엘 켈리 – 드럼, 타악기
- 롤프 웜 피엘(Rolf Wam Fjell) – 드럼, 타악기
- 루크 먼스 – 드럼, 타악기
- 데이비드 조지 – 피아노, 키보드, 신디사이저
- 피터 제임스 – 피아노, 키보드, 신디사이저
- 케빈 리 – 피아노, 키보드, 신디사이저
- 피터 킹 – 피아노, 키보드, 신디사이저
- 데이브 웨어 – 예배 인도자
- 툴렐레 팔레톨루 – 예배 인도자
- 애니 개럿 - 예배 인도자
- 샘 녹 – 예배 인도자
- 홀리 도슨 – 예배 인도자
- 질 맥클로리 – 기타, 보컬
- 미셸 프라가(Michelle Fragar) – 예배 인도자

타임라인

## 음반

### 스튜디오 앨범
- All of the Above
- Aftermath (힐송 유나이티드의 음반)
- Zion
- Empires
- Wonder
- Are We There Yet?